# Joan Ørting
Joan Ørting, née le 26 mars 1960, est une sexologue, chroniqueuse littéraire et ancienne présentatrice danoise.

## Biographie
Elle a tenu une chronique pour le quotidien Ekstra Bladet dans laquelle elle dispensait des conseils sur la sexualité jusqu'à ce qu'elle soit licenciée en 2011 et a co-écrit de nombreux ouvrages pratiques sur la sexualité. Depuis 2006, elle intervient dans des établissements scolaires en tant que sexologue.
Ørting a aussi officié en tant que directrice du théâtre Gawenda de la jeunesse et des enfants de Gladsaxe, et a enseigné l'art dramatique dans de nombreux lycées. Plus tard, elle reprend ses études pour obtenir un diplôme de sexologue, de thérapeute cognitive, de coach personnel et professeur de méditation. Elle s'est fait connaître du grand public  en présentant l'émission télévisée danoise Sexskolen en 2006, et en participant à d'autres émissions comme Kom til mad (2006) et Varm på is (2008).
Elle a joué un petit rôle dans le film Smukke dreng (1993) et a présenté le DVD best-seller Femi-X and Beyond (2004).
Joan Ørting est mariée à l'auteur Carsten Islington et vit à Langeland dans le sud du Danemark.

## Publication
- Har du lyst? (2003)
- Varm weekend - sex hele året (2008)
- Ta' mig (2008)